# Robert Koldewey

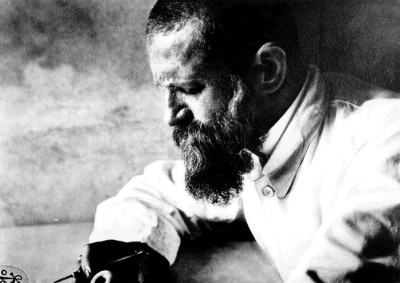
Robert Koldewey 1906 bei der Untersuchung eines Fundstücks in Babylon, fotografiert mit Selbstauslöser

Johannes Gustav Eduard Robert Koldewey (* 10. September 1855 in Blankenburg (Harz), Herzogtum Braunschweig; † 4. Februar 1925 in Berlin) war ein deutscher Architekt und Bauforscher und einer der bedeutendsten deutschen Vertreter der Vorderasiatischen Archäologie. Zusammen mit Wilhelm Dörpfeld gilt er unter anderen als Begründer der modernen archäologischen Bauforschung.

## Leben

### Werdegang
Die Eltern waren der Zollbeamte Hermann Koldewey und seine Frau Doris, geborene Kupfer. Ein Onkel, Carl Koldewey (1837–1908), war Polarforscher und Admiralitätsdirektor in Hamburg. Robert Koldewey besuchte zunächst eine Bürgerschule und von 1865 bis 1869 das Gymnasium Martino-Katharineum in Braunschweig. 1869 zog seine Familie nach Altona, wo er als Tertianer ans Christianeum kam und dort 1875 seine Abiturprüfung ablegte; in den Matrikeln des Christianeums hinterließ er als Berufswunsch: Baufach. Nach einer rund zweijährigen Lehrlingszeit im Baugewerbe (Baueleve) begann er mit dem Studium der Architektur, der Archäologie und der Kunstgeschichte in Berlin, Wien und München. Sein Architekturstudium schloss er 1881 mit dem Bauführerexamen ab. Im Anschluss daran war Koldewey als Regierungsbauführer bei der Freien und Hansestadt Hamburg tätig und dürfte bei dieser Gelegenheit in den Hamburger Architekten- und Ingenieurverein aufgenommen worden sein. Hierdurch kam er in freundschaftlichen Kontakt mit Franz Andreas Meyer, dem Onkel des bekannten Altertumsforschers Eduard Meyer, und mit Alfred Lichtwark, dem ersten Leiter der Hamburger Kunsthalle. Namentlich in den durch berufliche und finanzielle Unsicherheit geprägten Jahren bis 1895 wirkten beide als Förderer Koldeweys.

### Erste Forschungsreisen

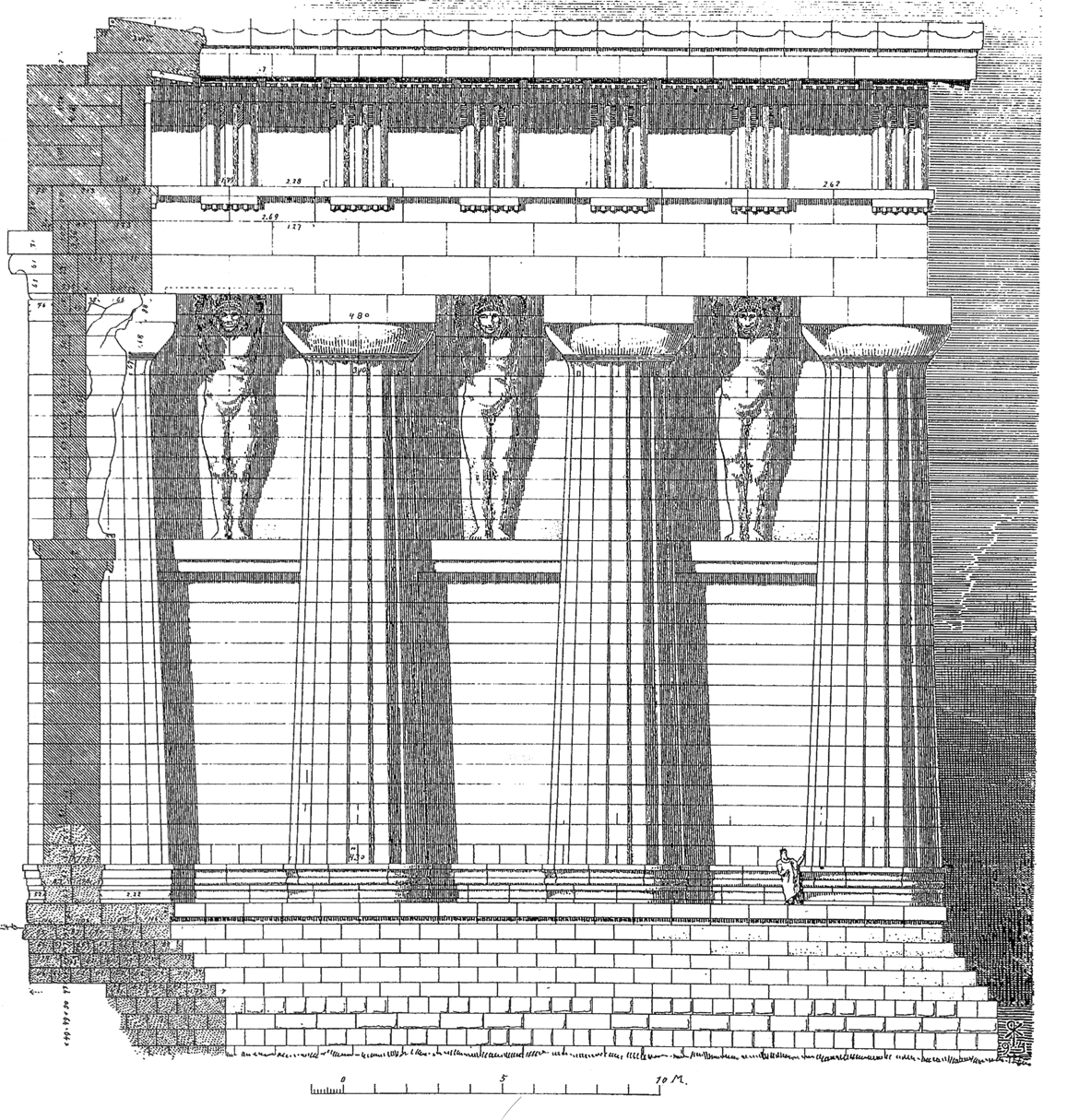
Das Olympieion in Agrigent, Rekonstruktionszeichnung von Robert Koldewey, veröffentlicht 1899

1882 und 1883 nahm Koldewey als Mitarbeiter des Grabungsteams der amerikanischen Ausgrabungsexpedition unter Joseph Thacher Clarke und Francis Henry Bacon an den Ausgrabungen von Assos in der südlichen Troas teil. Seine Arbeit dort brachte ihm 1885 den Auftrag des Deutschen Archäologischen Instituts ein für Ausgrabungen auf Lesbos. Gemeinsam mit dem Orientalisten Bernhard Moritz bereiste er 1887 Mesopotamien, wo es zu einer Voruntersuchung der sumerischen Städte Nina (Surghul) und Lagaš (El-Hiba) kam. 1889 führte er Grabungen in Neandria durch. 1890–1891 und 1894 beteiligte sich Koldewey an den durch Felix von Luschan geleiteten Ausgrabungen der aramäischen Stadt Samʼal (Zincirli) in der südöstlichen Türkei.
Von Januar bis Juli 1892 und von Oktober 1893 bis Januar 1894 reiste er gemeinsam mit Otto Puchstein nach Unteritalien und Sizilien, wo sie die dortigen Tempel vermaßen und beschrieben. Dabei fertigte Robert Koldewey Ansichten und Schemazeichnungen der Tempel an. 1894 erhielt er für seine Untersuchungen die Ehrenpromotion der Universität Freiburg. 1895 nahm Koldewey eine Stelle als Lehrer an der Baugewerbeschule in Görlitz an, eine Tätigkeit, die ihm – wie aus seinen Briefen an Puchstein hervorgeht – nicht gefiel.

### Babylon
Im Winterhalbjahr 1897/98 reiste Koldewey zusammen mit dem Orientalisten Eduard Sachau zu einer Vorexpedition ins Zweistromland, um geeignete Orte für zukünftige Ausgrabungen der am 24. Januar 1898 gegründeten Deutschen Orient-Gesellschaft ausfindig zu machen. Er besuchte dabei u. a. Kal'at Schergât (Aššur), Warka (Uruk), Kujundschik (Ninive) und Senkere (Larsa). Vor allem wegen seiner Argumente, die er durch die Vorlage farbiger Glasurziegel untermauerte, wurde Babylon (Kas'r) als Grabungsort ausgewählt, obwohl ursprünglich Assur im Gespräch gewesen war; Ninive schied aus, da hier bereits die Engländer tätig waren. Die Wirkung, die Koldewey mit den glasierten Reliefbruchstücken vor der Kommission der Museen zu Berlin zu erreichen vermochte, gab auch den Ausschlag für die Finanzierung des aufwändigen Unternehmens durch die Deutsche Orient-Gesellschaft, den Preußischen Staat und Kaiser Wilhelm II.

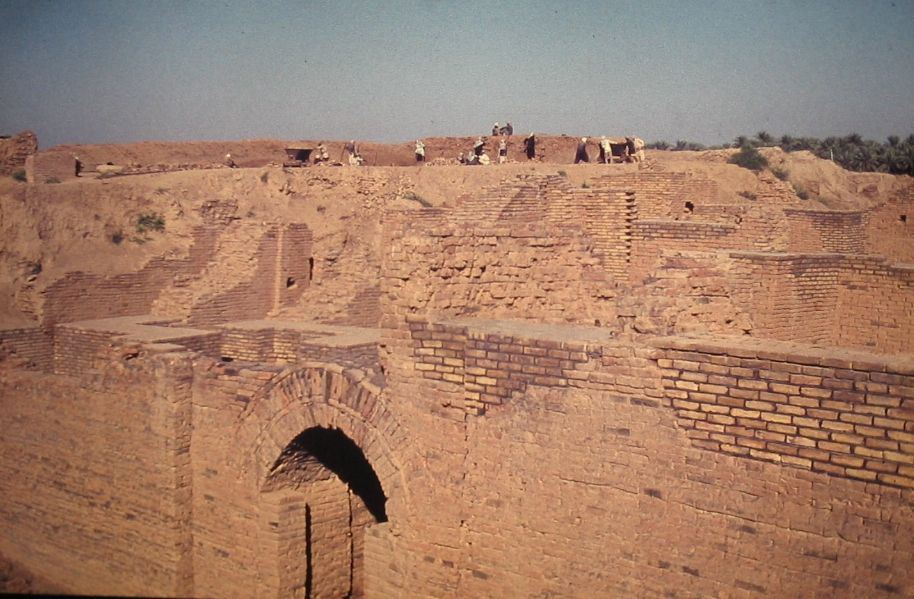
Grabungsfeld in Babylon, 1975

Am 12. Dezember 1898 brach Koldewey an den Euphrat auf, am 26. März 1899 begannen die Ausgrabungen von Babylon im heutigen Irak. Koldeweys Tätigkeiten am Euphrat, zunächst nur auf fünf Jahre geplant, endeten erst 1917 durch den Einmarsch britischer Truppen in Bagdad im Zuge des Ersten Weltkriegs. In den 18 Jahren leitete er unter anderen ab 1903 auch die Ausgrabungen von Assur, Fara (Schuruppak), Abu Hatab und Uruk, unterbrochen nur durch drei relativ kurze Urlaubsaufenthalte in Deutschland in den Jahren 1904, 1910 und 1915.

### Heimkehr
Nach seiner Rückkehr aus dem Zweistromland ließ Koldewey sich in Berlin nieder und arbeitete als Kustos für auswärtige Angelegenheiten der Berliner Museen. 1921 unterstützte er Kollegen bei Ausgrabungen in Arkona auf Rügen, dabei auch Carl Schuchhardt, der später im Jahre 1925 Koldeweys Briefe herausgab.

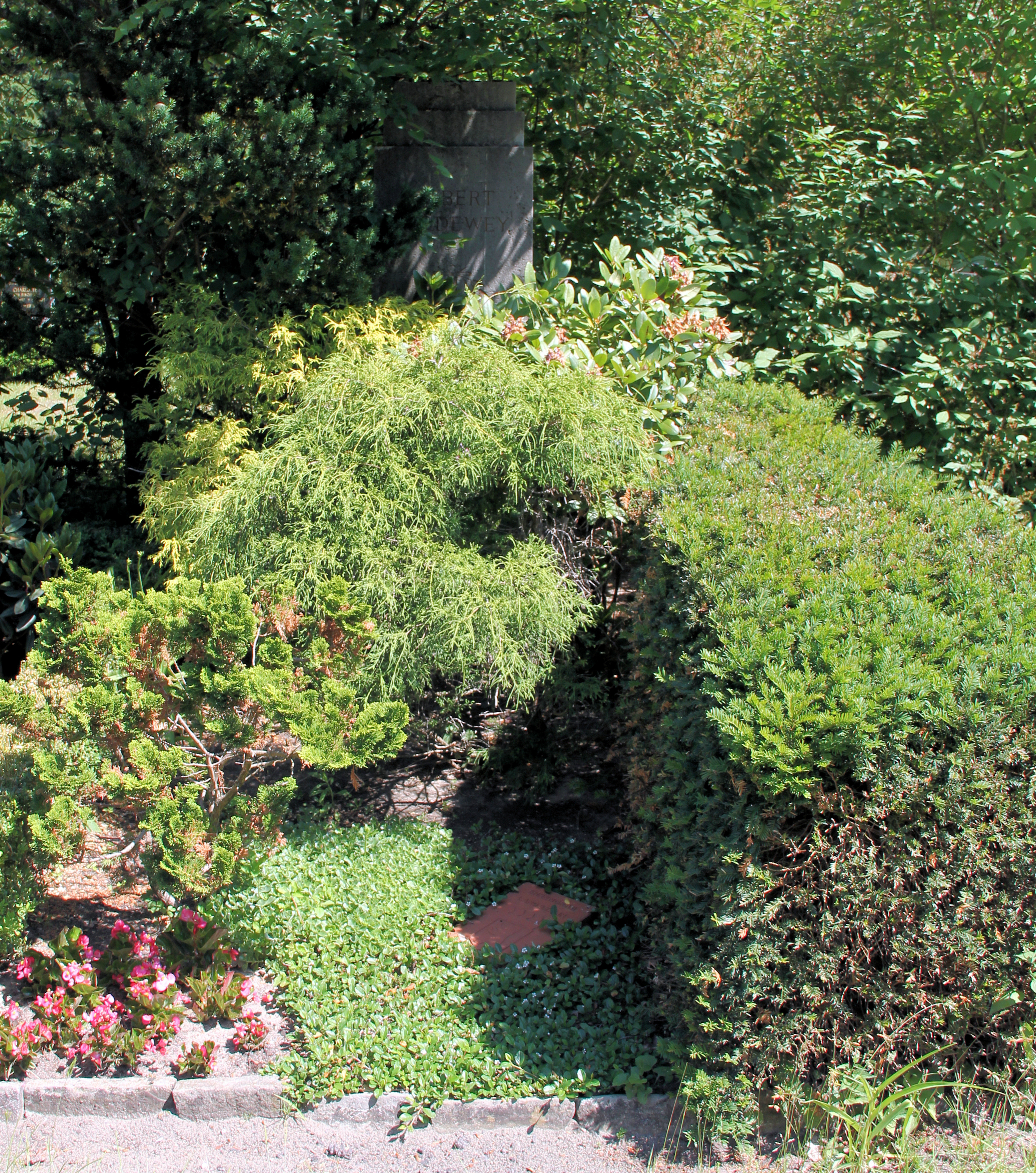
Ehrengrab von Robert Koldewey auf dem Parkfriedhof Lichterfelde (Foto: 2011)

Robert Koldewey blieb unverheiratet und kinderlos. Er starb nach längeren Leiden, die auf die Strapazen seiner Ausgrabungszeit im Orient zurückzuführen waren, Anfang Februar 1925 mit noch nicht 70 Jahren in Berlin. Die Beisetzung erfolgte auf dem Parkfriedhof in Berlin-Lichterfelde (Grablage: 19-566).
Aus hinterlassenen Zeugnissen geht hervor, dass Koldewey den Wunsch hatte, seine sterblichen Überreste in einer Rekonstruktion des Ischtar-Tors eingemauert zu wissen. Der Freundeskreis ignorierte nach seinem Tode dieses Ansinnen und ließ sein Grabmal mit einem babylonisch anmutenden Kunstwerk schmücken. Der Grabstein wurde im oberen Bereich mit Stufen gestaltet, so dass er an eine Zikkurat erinnert.
Der Archäologe Carl Schuchhardt urteilte in einem Nachruf auf Koldewey, der im Gnomon erschien: „Die Generation der großen deutschen Ausgräber stirbt aus. Es waren eigenartige und eindrucksvolle Gestalten, von Schliemann über Humann, Conze, Dörpfeld zu Koldewey, denn jeder hatte sich seinen Weg allein gesucht und seine Gangart selbst geschaffen. Robert Koldewey soll unter ihnen in Ehren bleiben!“

### Zur Persönlichkeit
Koldeweys in Berlin verwahrte Skizzenbücher zeigen ein außerordentliches zeichnerisches Talent, seine Briefe einen begabten Schreiber. Die Briefe offenbaren ebenso wie die Berichte, insbesondere die seines langjährigen Mitarbeiters Walter Andrae, auch einen eigensinnigen Charakter. Koldewey bewies Mut und Geschick nicht nur in seiner Arbeit, sondern auch bei den Verhandlungen in krisenhaften Situationen mit den Scheichs.
Andererseits verachtete er Ignoranz. So äußerte er sich in seinen Briefen entsetzt darüber, dass man ihm Glauben schenkte, wenn er dem Lehrerstammtisch in Görlitz Unsinn über Mesopotamien auftischte – zum Beispiel dass die orientalische Hitze der Sonne die Haut platzen lasse, weshalb die Araber stets Nadel und Faden bei sich führten, um sie wieder zusammenzunähen. Von Gewährsleuten kolportiert ist eine Anekdote aus Babylon, in der Koldewey einer bibelfesten englischen Touristengruppe ein tiefes Grabungsloch als „Daniels Löwengrube“, ein Grabungsfeld als Thronsaal des „Menetekels“ und einen Schlackenhaufen als „feurigen Ofen“ eröffnete. Von seinen Mitarbeitern deswegen kritisiert, soll er geantwortet haben: „Wieso? Wer glaubt, ist selig! Sollte ich ihnen die Freude nehmen und sie enttäuschen? Das wird bis an ihr Lebensende das Erlebnis für sie bleiben!“

## Leistungen

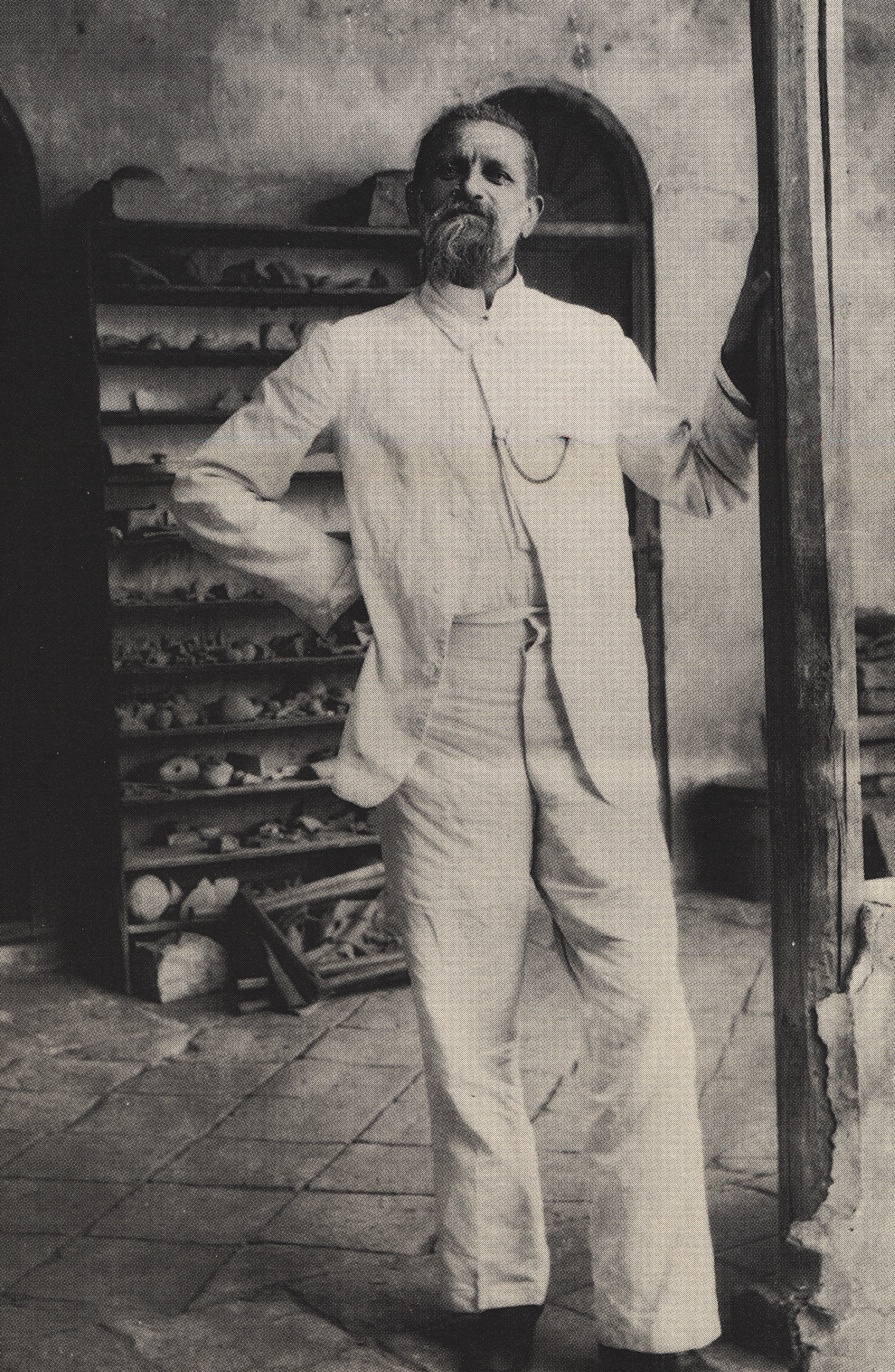
Robert Koldewey im Magazin seines Grabungshauses in Babylon; fotografiert von Gertrude Bell, vor 1917

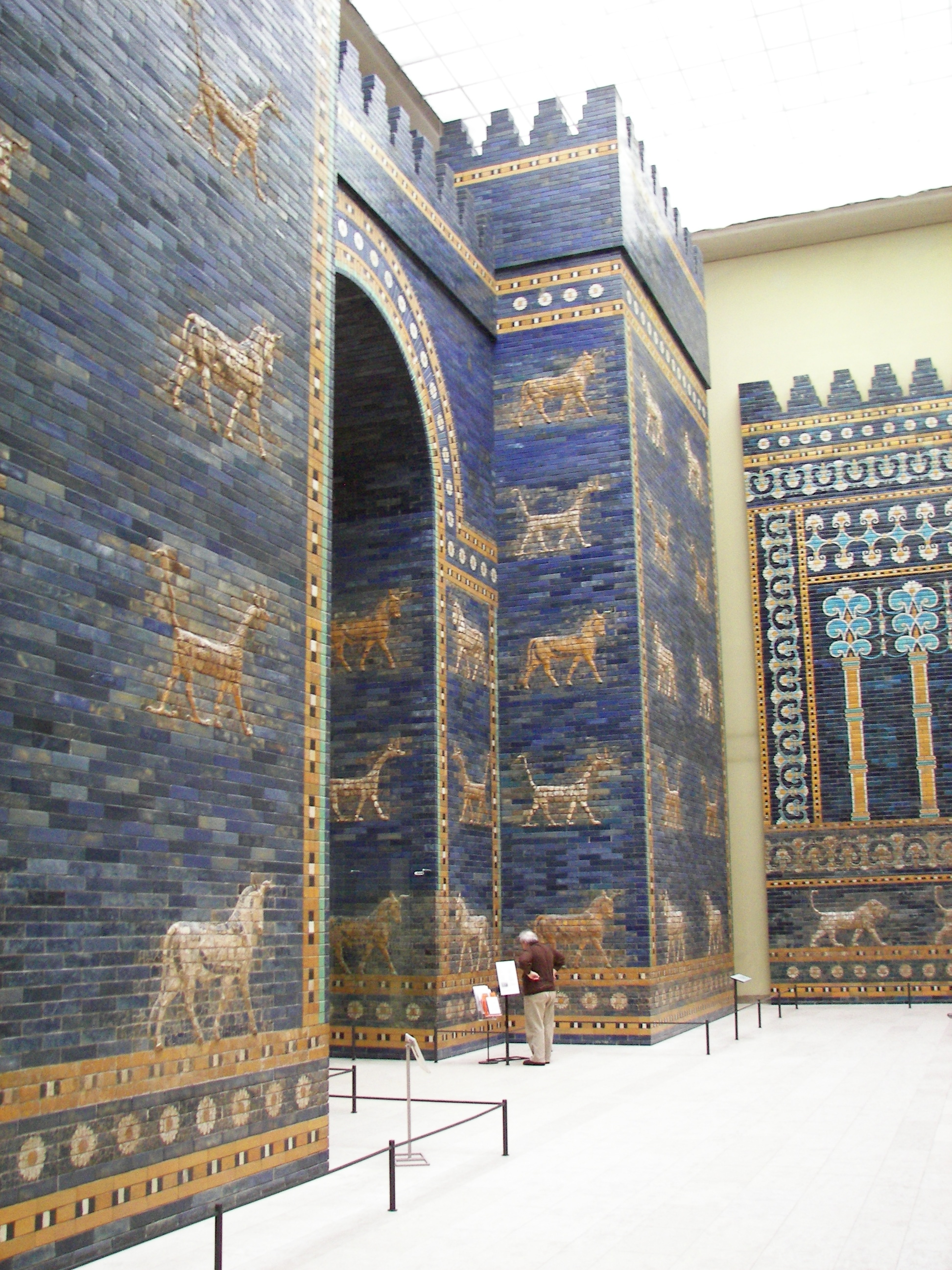
Das Ischtar-Tor aus Babylon, im Hintergrund rechts ein Teil der Thronsaalfassade (Pergamonmuseum, Berlin)

Das Interesse der wissenschaftlichen Erforschung der Altertümer bestand im 19. Jahrhundert zunächst vor allem an den antiken Stätten des Mittelmeerraums und dort zuvörderst an deren Kunstwerken und Artefakten, wie Statuen, Bronzen, Malereien, Münzen oder Keramiken; die Rekonstruktionszeichnungen der Tempel orientierten sich deutlich an den klassizistischen Darstellungen des 18. Jahrhunderts. Koldeweys und Puchsteins zweibändiges Werk Die griechischen Tempel in Unteritalien und Sicilien wurde zu einem größtenteils heute noch gültigen Standardwerk der wissenschaftlichen Untersuchung der antiken griechischen Stätten in der Magna Graecia.
Die Forschungsreisen waren in der ersten Hälfte des Jahrhunderts durchweg noch privat finanziert gewesen. Sammlungen, wie die des Resident der East India Company in Bagdad, Claudius James Rich, die das British Museum 1825 erwarb, hatten in den 1840er Jahren zu englischen Großgrabungen unter anderem in Nimrud und Ninive geführt. Koldeweys besondere Hinwendung zur Praxis der archäologischen Ausgrabungstätigkeit fand Unterstützung nicht nur durch die Deutsche Orient-Gesellschaft und ihren bekannten Initiator und Mäzen Henri James Simon, sondern auch durch den archäologiebegeisterten Kaiser Wilhelm II., der seit den 1880er Jahren den Vorderen Orient in das Interesse des Deutschen Reiches gestellt hatte.
Im Zuge einer ab 1902 auch öffentlich geführten Debatte um die Thesen von Friedrich Delitzsch (Babel-Bibel-Streit), der anhand eines Vergleichs des Alten Testaments mit den Keilschriften eine Abhängigkeit der biblischen Schriften von Babylonien konstatiert hatte, fanden Koldeweys bereits ab 1900 nach Berlin gesandte Berichte seiner Ausgrabungen am Euphrat verstärkt Beachtung; unter dem Titel Das wiedererstehende Babylon. Die bisherigen Ergebnisse der Deutschen Ausgrabungen erlebten sie bis 1925 vier Auflagen.
Robert Koldewey fand die Prozessionsstraße von Babylon mit dem Ischtar-Tor, die Paläste Nebukadnezars und die Fundamente des Tempelturms Etemenanki. Letztere wurden unter seiner Leitung teilweise ausgegraben und werden mit der biblischen Geschichte des Turmbaus zu Babel in Verbindung gebracht. Zudem hatte er an den Ausgrabungen der Deutschen Orient-Gesellschaft in Zincirli (Samʼal) teilgenommen und in einer Voruntersuchung, gemeinsam mit seinem Assistenten Walter Andrae, die späteren Ausgrabungen in Baalbek vorbereitet. Die von Koldewey in der Nähe der Prozessionsstraße vermuteten Hängenden Gärten der Semiramis (eines der Weltwunder) dürften mit großer Wahrscheinlichkeit nicht dort gelegen haben. Dagegen sprechen Erkenntnisse aus genaueren Auswertungen der antiken Texte und die für eine Bewässerung zu große Entfernung vom Euphrat.
Koldeweys Logistik der Ausgrabung gilt bis heute als vorbildlich. Seine Methodik ergänzte die Sicherung der einzelnen Bruchstücke um die Systematik einer exakten Aufnahme ihrer Fundorte innerhalb der Grabungsschichten und ermöglichte dadurch, Aufschluss über das jeweilige Schicksal der Gebäude und damit auch über die Historie der antiken Stadtanlage von Babylon zu erhalten. Das Interesse der archäologischen Orientforschung an dem historischen Wesen ihrer Bauten in Technik, Funktion und Ästhetik verstärkt zu haben, wird von der Wissenschaft heute Robert Koldewey als Verdienst zuerkannt. Sein Nachlass wird im Vorderasiatischen Museum zu Berlin aufbewahrt und erforscht.

## Nachwirken
Pergamonmuseum

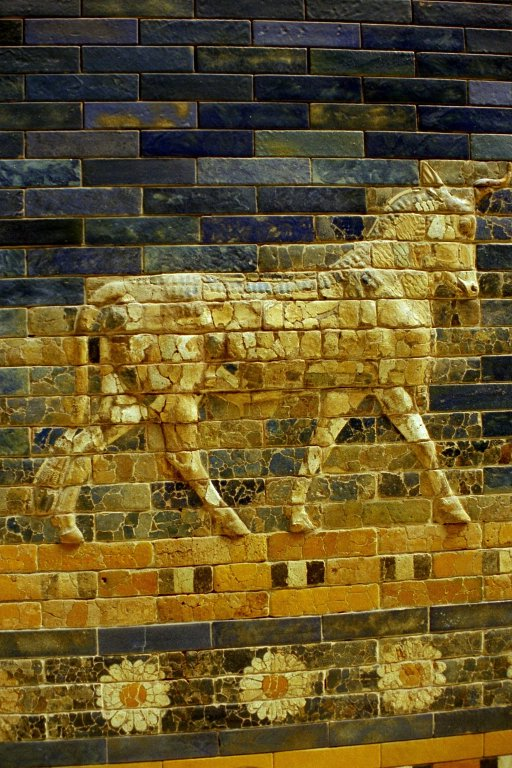
Relief aus farbig glasierten Ziegeln, Detail des Ischtar-Tors (Pergamonmuseum, Berlin)

Koldewey hatte bereits seit 1899 regelmäßig Funde nach Berlin gesandt, den größten Teil allerdings bei seiner Abreise im Jahre 1917 zurücklassen müssen; mehrjährige Verhandlungen, die zu einer Fundteilung führten, waren gefolgt. Nachdem das von den Briten beförderte und seit 1921 bestehende Königreich Irak die Funde, die der Expedition zuletzt zugesprochen worden waren, freigegeben hatte, kamen 1926/27 insgesamt 536 Kisten aus Babylon in Berlin an, dabei allein 400 mit den von Koldewey gesammelten und aufgenommenen glasierten Ziegelstücken. Walther Andrae, Koldeweys ehemaliger Assistent und nunmehr Direktor des neugegründeten Vorderasiatischen Museums, ließ die Funde auswerten und in eine eigens für die Museumsräume entworfene Rekonstruktion des Bauwerks integrieren. 1930 wurden das Ischtar-Tor, die Prozessionsstraße und die Thronsaalfassade im Pergamonmuseum präsentiert, wo sie bis heute zu besichtigen sind. Sie überstanden den Bombenhagel des Zweiten Weltkriegs unversehrt, während beispielsweise das Markttor von Milet im Nebenraum durch Kriegseinwirkungen stark beschädigt wurde.
Zwei Kriege seit den 1980er Jahren im Irak haben allerdings unterdessen eine Begutachtung von Koldeweys 1917 unbeendet hinterlassener Grabungsstätte am Euphrat nahezu unmöglich gemacht; Berichte, beispielsweise der UNESCO, lassen die Annahme zu, dass die Grabungsfelder bereits irreparabel zerstört worden sind.

## Auszeichnungen und Ehrungen
- Preußischer Roter Adlerorden IV. Klasse mit der Krone[18]
- Preußischer Kronenorden III. Klasse[18]
- 1910 Leibniz-Medaille in Silber[19]

Auf Beschluss des Berliner Senats ist die letzte Ruhestätte von Robert Koldewey auf dem Parkfriedhof Lichterfelde seit 1978 als Ehrengrab des Landes Berlin gewidmet. Die Widmung wurde zuletzt im Jahr 2021 um die übliche Frist von zwanzig Jahren verlängert.
In Braunschweig, wo er einen Teil seiner Kindheit verbrachte, wurde die Koldeweystraße, und in seiner Geburtsstadt Blankenburg die Robert-Koldewey-Straße nach ihm benannt.

## Koldewey-Gesellschaft
Die Koldewey-Gesellschaft wurde am 25. Juni 1926 in Bamberg, ein Jahr nach Koldeweys Tod, auf den Anstoß durch den Archäologen und Bauforscher Armin von Gerkan als Arbeitsgemeinschaft archäologischer Architekten gegründet und besteht als Vereinigung für baugeschichtliche Forschung bis heute.

## Veröffentlichungen (Auswahl)
- Die antiken Baureste der Insel Lesbos. Reimer, Berlin 1890 (Digitalisat).
- Neandria. Programm zum Winckelmannsfeste der Archäologischen Gesellschaft zu Berlin (Band 51). Reimer, Berlin, 1891 (Digitalisat).
- mit Otto Puchstein: Die griechischen Tempel in Unteritalien und Sicilien. Asher, Berlin 1899, 1. Band Text, 2. Band Tafeln (Digitalisat).
- Die Tempel von Babylon und Borsippa: nach den Ausgrabungen durch die Deutsche Orient-Gesellschaft (= Ausgrabungen der Deutschen Orient-Gesellschaft in Babylon. Bd. 1). Leipzig 1911 (Digitalisat).
- Das wieder erstehende Babylon (= Sendschrift der Deutschen Orient-Gesellschaft 6). Hinrichs Leipzig 1913; 2. Auflage. Leipzig 1913 (archive.org), 4. erweiterte Auflage Leipzig 1925; Neuauflage C. H. Beck, München 1990, ISBN 3-406-31674-3.